# 伊藤萬助 (初代)
初代伊藤 萬助（いとう まんすけ、嘉永5年3月21日（1852年5月9日） - 大正8年（1919年）4月16日）は、日本の商人、実業家。大阪有数の洋反物卸商（羽州屋）。大阪府多額納税者。
大阪曳船株式会社取締役。摂津紡績株式会社取締役。大阪毛布製造株式会社社長。三十四銀行監査役。大阪府平民。

## 家族・親族

### 伊藤家
（大阪府大阪市東区本町、安土町）
- 父・忠右衛門[4]
- 妻・しな（大阪、平民中村平兵衛二女[4]）

万延元年（1860年）11月生 - 没
- 男

萬助
明治12年（1879年）3月生 - 昭和38年（1963年）3月22日没
萬治郎（分家）
明治16年（1883年）3月生 - 没
同妻・カナ（大阪貯蓄銀行頭取山口竹治郎妹）
良三（分家）
明治26年（1893年）11月生 - 没
豊四郎（分家）
明治31年（1898年）1月生 - 没
- 女

萬龜（分家して大谷藤治郎を迎える）
明治22年（1889年）11月生 - 没
ます（大阪府多額納税者、高田久右衛門に嫁す）
明治19年（1886年）3月生 - 没

## 関連
- 伊藤萬商店

## 史料
- 『時事新報社第三回調査全国五拾万円以上資産家』時事新報 1916・3・29-1916・10・6（大正5）によれば[5]、

財産見積額・四百万円○伊藤万助（洋反物商）東区安土町四 財産種別・有価証券、土地
略歴 - 嘉永五年大阪に生る、先代伊藤忠右衛門氏の三男にして明治七年分家して一家を創設し今日の家運を開けり現に摂津紡績取締役、三十四銀行監査役にして大阪府多額納税者たる外大阪第一流の洋反物商なり